# Валтер Шимана
Валтер Шимана (на немски: Walter Schimana) е член на НСДАП и СС, издигнал се до генералски чин (SS-Gruppenführer und Generalleutnant der Waffen-SS und Polizei) по време на Втората световна война, командир на 14-а СС дивизия „Галиция“ през март-октомври 1943 година, ръководител на СС и полицията (Höherer SS- und Polizeiführer, HSSPF) в окупирана Гърция 1943 – 1944 година и на Дунав 1944 – 1945 година.

## Биография
Валтер Шимана е роден на 12 март 1898 година в Тропау, Австро-Унгария, днес Опава, Чехия, в семейството на кореспондента на вестник „Alldeutsche Korrespondenz“ Антон Шимана. През 1915 година постъпва във военно училище в Прага, а в последната фаза на Първата световна война септември – декември 1918 година участва в боеве като войник в Австро-унгарската армия. След края на войната завършва гимназия и посещава едногодишен курс в търговско училище във Виена. Присъединява се неколкократно към доброволчески корпуси и участва във войните на Балтийските държави. През 1921 година се премества в Германия, където се препитава с работа в книжарница и банка. През ноември 1923 година участва в Бирения пуч, а през 1926 година се присъединява към СА и НСДАП (с номер 49 042), като през 1932 година е назначен в ръководството на СА. Междувременно се жени през 1926 година и има две деца.
Валтер Шимана постъпва с чин майор в полицията през 1935 година, а след Аншлуса с Австрия от 1938 година участва в изграждането на моторизираната жандармерия. През август 1939 година се прехвърля от СА в СС (с номер 337 753), където е приет с чин Щандартенфюрер. До средата на февруари 1941 година е в SS-Stammabteilung в област 11, като същевременно през 1940 година е началник на жандармерийското училище Зул, а от ноември 1940 година до септември 1941 година и на жандармерийското училище Дегинген. От юли 1942 до октомври 1944 година е част от личния щаб на Райхсфюрер-СС Хайнрих Химлер
След началото на германското настъпление в Съветския съюз Валтер Шимана е ръководител на полицията и СС (SSPF) в Саратовска област между септември 1941 – ноември 1941 година, а след това до юли 1942 година е ръководител на полицията и СС (HSSPF) на цяла Русия. От януари до юли 1942 година е командир на Полицейски полк „Център“. За това време Валтер Шимана е отговорен за унищожението на 103 села и смъртта на 4 018 души, партизани и цивилни. Към юли 1942 година е ръководител на полицията и СС (SSPF) в Беларус и командир на Вафен-СС в Минск.
От есента на 1942 до февруари 1943 година заради „опита си в противодействието на партизанската борба“ е изпратен в Марсилия, където ръководи екстрадацията на 100 000 души от гетата в концлагери. През пролетта на 1943 година се завръща на Източния фронт.
Към март 1943 година е командир на бойната група „Шимана“, а между юли-октомври същата година е командир на 14-а доброволческа СС дивизия „Галиция“. От средата на октомври до септември 1944 година е ръководител на СС и полицията (HSSPF) в окупирана Гърция, като ръководи и паравоенната колаборационистка организация Батальони за сигурност. Отговорник е за депортацията на евреите от Северна Гърция, както и за действията срещу въоръжените партизани и избиването на цивилно население, включително от български произход. Изтегля се с германските войски от Балканите и от 5 октомври 1944 до 8 май 1945 година е ръководител на СС и полицията (HSSPF) в област Дунав с център Виена и на СС-Северен Дунав.
В края на войната Валтер Шимана е арестуван от Съюзниците, успява да избяга и се самоубива на 12 септември 1948 година в окупирания от съюзните сили Залцбург.

## Награди
- Железен кръст, Първи и Втори клас
- Германски кръст със злато (1943)[10]